# Festuca henriquesii
Festuca henriquesii är en gräsart som beskrevs av Eduard Hackel. Festuca henriquesii ingår i släktet svinglar, och familjen gräs. IUCN kategoriserar arten globalt som livskraftig. Inga underarter finns listade i Catalogue of Life.